# Altenberg bei Linz
Altenberg bei Linz là một đô thị thuộc huyện Urfahr-Umgebung thuộc bang Oberösterreich, Áo. Đô thị Altenberg bei Linz có diện tích 36 km², dân số thời điểm năm 2006 là 4257 người.